# Андиса
Андиса (греч. Άντισσα) — деревня в Греции, на западе острова Лесбос в Эгейском море. Относится к общине Дитики-Лезвос в периферии Северные Эгейские острова. Население 908 человек по переписи 2011 года.

## История
Древний город Антисса (др.-греч. Ἄντισσα, лат. Antissa), родина поэта Терпандра, находился на западном берегу Лесбоса. Отождествляется со средневековой крепостью Айи-Теодори, также известной как Овриокастро (Κάστρο των Αγίων Θεοδώρων, Οβριόκαστρο) у деревни Архея-Андиса в сообществе Скалохорион, в 7 км к северо-западу от деревни Андиса.
До 1928 года деревня называлась Телония (Τελώνια), в 1928 году (ΦΕΚ 156Α) переименована в Андису.
Близ деревни, у дороги Калони — Андиса, на левом берегу реки Вулгарис (Βούλγαρης) находится заброшенный женский монастырь Периволи (Μονή Περιβολής), который в XVI — конец XVIII вв. был частью мужского монастыря Таксьярхис, развалины которого находятся к северо-востоку от Калони. Кафоликон монастыря построен по типу базилики с деревянной крышей, небольших размеров с замечательными фресками XVI века.

## Сообщество
Сообщество Телония (Κοινότητα Τελωνίων) создано в 1918 году (ΦΕΚ 116Α). В 1928 году (ΦΕΚ 156Α) переименовано в Андиса (Κοινότητα Αντίσσης). В сообщество входит монастырь Иоанна Богослова, остров Похис и шесть населённых пунктов. Население 1205 человек по переписи 2011 года. Площадь 77,454 квадратных километров.
| Населённый пункт           | Население (2011), человек |
| -------------------------- | ------------------------- |
| Андиса                     | 908                       |
| Гаватас                    | 90                        |
| Дзитра                     | 7                         |
| Камбос                     | 101                       |
| Лийери                     | 43                        |
| Монастырь Иоанна Богослова | 19                        |
| Пединон                    | 37                        |
| Похис (остров)             | 0                         |

## Население
| Год  | Население, человек |
| ---- | ------------------ |
| 1991 | 1084               |
| 2001 | 826                |
| 2011 | ↗ 908              |